# قان بولاد جوركم أرسلان
قان بولاد جوركم أرسلان (بالتركية: Kanbolat Görkem Arslan) من مواليد 4 نوفمبر 1980 ممثل سينمائي تركي من اصل شيشاني. وهو يعمل في التمثيل منذ عام 2011.  